# Kula (Voïvodine)
Pour les articles homonymes, voir Kula.
Kula (en serbe cyrillique : Кула ; en allemand : Wolfsburg) est une ville  et une municipalité de Serbie situées dans la province autonome de Voïvodine. Elles font partie du district de Bačka occidentale. Au recensement de 2011, la ville comptait 17 973 habitants et la municipalité dont elle est le centre 43 162.

## Histoire
En serbe, le nom Kula signifie « la tour ». Aux XVIe et XVIIe siècles, une « tour » avec une garnison militaire ottomane existait à cet emplacement. Après le traité de Karlowitz en 1699, Kula devint une possession des Habsbourg. En 1733, la localité comptait 251 foyers et ses habitants étaient Serbes. Des Hongrois commencèrent à s'y installer en 1740, puis des populations germaniques dans les années 1780-1785. Au début du XXe siècle, Kula comptait environ 9 000 habitants.
Après la dislocation de l'Autriche-Hongrie en 1918, la ville fit partie du royaume des Serbes, Croates et Slovènes, qui, en 1929, prit le nom de royaume de Yougoslavie.

## Localités de la municipalité de Kula

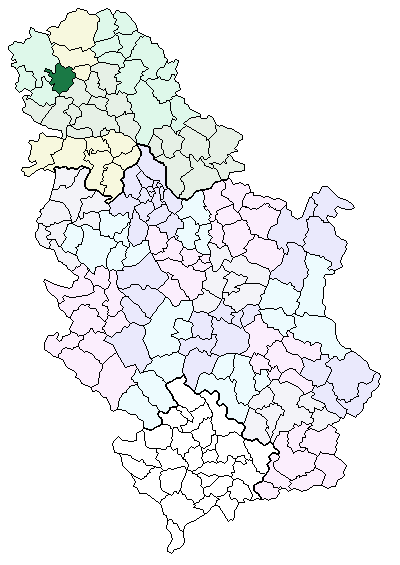
Localisation de la municipalité de Kula en Serbie
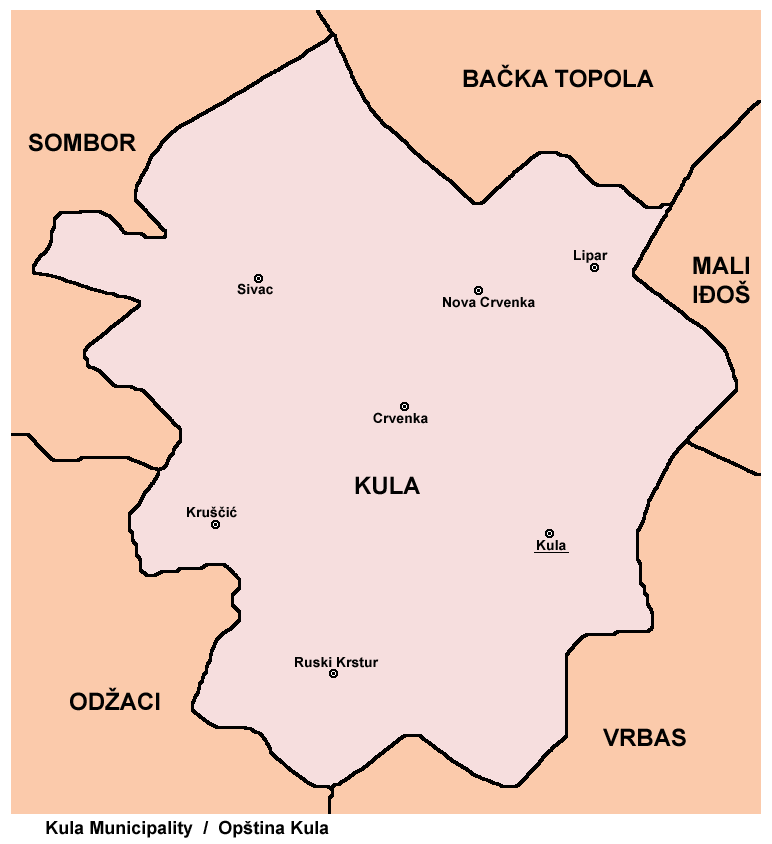
Localités de la municipalité de Kula

La municipalité de Kula compte 7 localités :
- Crvenka
- Kruščić
- Kula
- Lipar
- Nova Crvenka
- Ruski Krstur
- Sivac

Kula et Crvenka sont officiellement classées parmi les « localités urbaines » (en serbe : градско насеље et gradsko naselje) ; toutes les autres localités sont considérées comme des « villages » (село/selo).

## Démographie

### Ville

#### Évolution historique de la population dans la ville
| 1948   | 1953   | 1961   | 1971   | 1981   | 1991   | 2002   | 2011   |
| ------ | ------ | ------ | ------ | ------ | ------ | ------ | ------ |
| 10 704 | 11 733 | 13 609 | 17 245 | 18 847 | 19 311 | 19 301 | 17 973 |

### Municipalité

#### Répartition de la population par nationalités dans la municipalité (2002)
La municipalité de Kula compte 4 localités à majorité de peuplement serbe : Lipar, Nova Crvenka, Sivac et Crvenka. Ruski Krstur est habité par une majorité de Ruthènes. Kula possède une majorité relative de Serbes et Kruščić une majorité relative de Monténégrins.
Au recensement de 2002, 77 % des habitants de la municipalité de Kula déclaraient avoir le serbe comme langue maternelle.

## Politique

### Élections locales de 2004
À la suite des élections locales serbes de 2004, les sièges à l'Assemblée municipale étaient répartis de la manière suivante :
| Parti                                                    | Sièges |
| -------------------------------------------------------- | ------ |
| Parti radical serbe                                      | 11     |
| Parti démocratique                                       | 9      |
| Liste « Kula moj grad » (Kula ma ville)                  | 3      |
| G17 Plus                                                 | 2      |
| Parti démocratique de Serbie                             | 2      |
| Parti vert de Voïvodine                                  | 2      |
| Liste « Pour Ruski Krstur »                              | 2      |
| Liste « Svi za Sivac » (Tous pour Sivac)                 | 2      |
| Coalistion Parti socialiste de Serbie                    | 2      |
| Liste « Najbolje za Crvenku » (Le meilleur pour Crvenka) | 2      |

### Élections locales de 2008
À la suite des élections locales serbes de 2008, les sièges 37 sièges de l'assemblée municipale de Kula se répartissaient de la manière suivante, :
| Parti                             | Sièges |
| --------------------------------- | ------ |
| Parti démocratique                | 16     |
| Parti radical serbe               | 15     |
| Parti démocratique de Serbie      | 3      |
| Parti vert                        | 2      |
| Alliance des Magyars de Voïvodine | 1      |

Svetozar Bukvić, membre du Parti démocratique du président Boris Tadić, qui conduisait la liste Pour une Serbie européenne, a été élu président (maire) de la municipalité. Velibor Milojičić, qui figurait sur la même liste, a été élu président de l'assemblée municipale.

## Religions

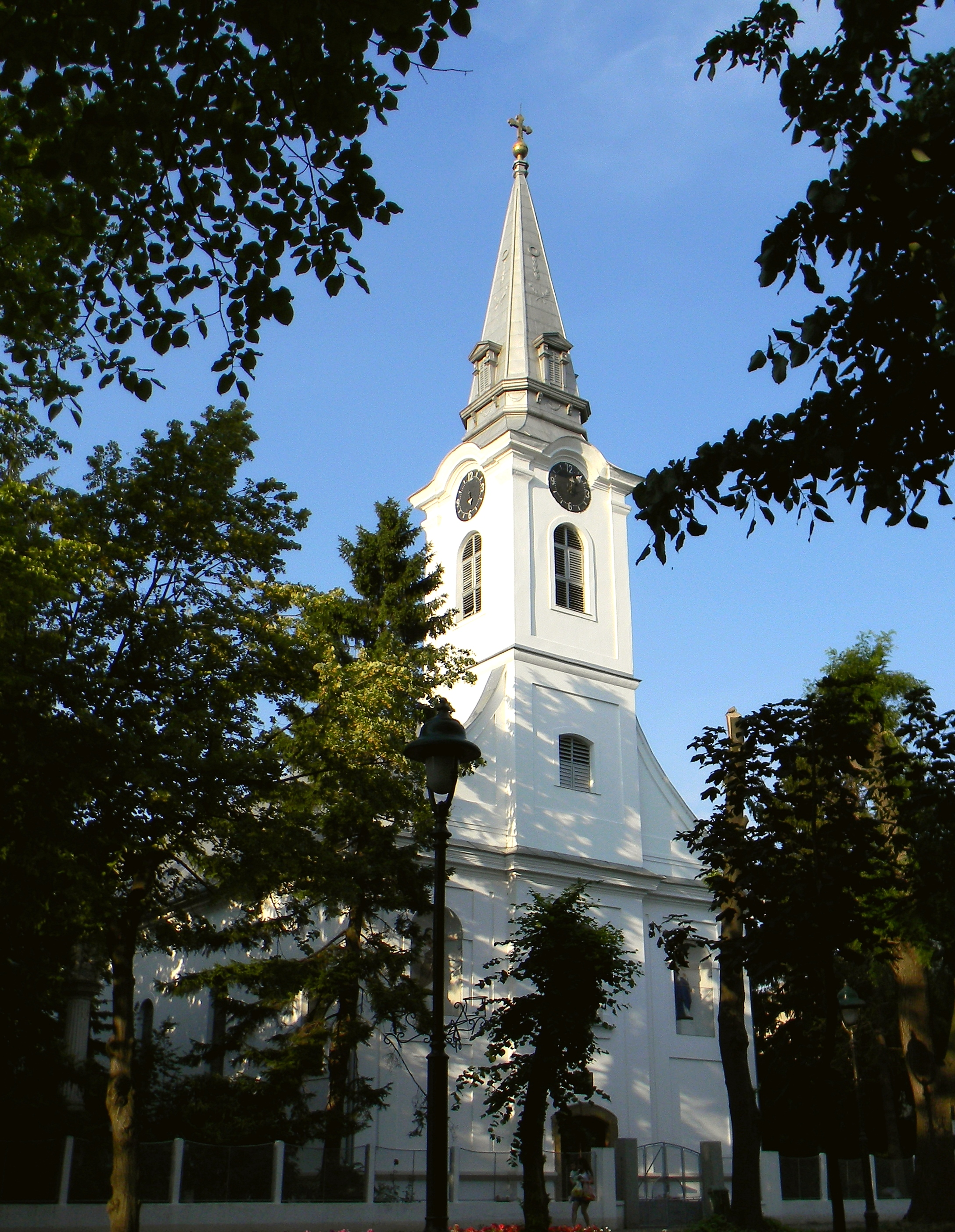
L'église catholique Saint-Georges

## Sport
La ville de Kula possède un club de football, le FK Hajduk-Rodić MB Kula. Ce club a participé à l'édition 2009-2010 du Championnat de Serbie de football.

## Personnalités
- Dragan Skrbić, handballeur, est né à Kula en 1968.